# Glaucidium parkeri
Glaucidium parkeri е вид птица от семейство Совови (Strigidae).

## Разпространение
Видът е разпространен в Боливия, Еквадор и Перу.